# 4302 Markeev
4302 Markeev è un asteroide della fascia principale. Scoperto nel 1968, presenta un'orbita caratterizzata da un semiasse maggiore pari a 2,4580071 UA e da un'eccentricità di 0,1321112, inclinata di 5,69736° rispetto all'eclittica.